# Ned Miller
Ned Miller (* 12. April 1925 als Henry Ned Miller in Rains, Utah; † 18. März 2016 in Medford, Oregon) war ein US-amerikanischer Country-Sänger und Songwriter.

## Musikalische Laufbahn
Mit dem Sammeln und Verkaufen von Brennholz verdiente sich der neunjährige Miller das Geld für eine eigene Gitarre, seine Mutter brachte ihm das Gitarrenspiel bei. Mit 16 Jahren schrieb er noch während der Highschoolzeit seine ersten Songs. Nach einem dreijährigen Militärdienst und einer Beschäftigung als Installateur kam er mit der Musikszene in Berührung, als er in Vernal, Utah zusammen mit einem Freund eine tägliche 15-minütige Musiksendung veranstaltete. 1956 ging Miller nach Hollywood, um seine Musikerkarriere weiter voranzutreiben. Bei der Tochterfirma von Abbott Records Fabor erhielt er zunächst einen Vertrag als Songwriter. Mit dem Song Dark Moon konnte Miller 1957 den ersten Erfolg verzeichnen, nachdem sowohl Gale Storm (4.) als auch Bonnie Guitar (6.) mit dem Titel in die US-Charts kamen. Mit Millers Song Mister Fire Eyes erreichte Bonnie Guitar ein halbes Jahr später noch einmal eine Chartnotierung (71.).
Ende 1956 war mit Ned Miller für Fabor eine erste Single produziert worden, die im Februar 1957 auf den Markt kam. Die beiden Titel Roll O' Rollin' Stone und Old Mother Nature and Old Father Time blieben ohne Erfolg. Anschließend erschienen 1957 im Rahmen einer Zusammenarbeit zwischen Fabor und dem Label Dot Records zwei Singles unter dem Dot-Label. Auf der Katalognummer 15601 erschien im Juni 1957 erstmals der von Miller selbst geschriebene Titel From a Jack to a King, der zunächst ebenfalls unbeachtet blieb. Nachdem Miller 1958 eine Single bei Radio Records veröffentlicht hatte, erschien er erst nach dreijähriger Pause wieder in der Musikszene. 1961 brachte die Plattenfirma Capitol zwei Singles heraus, auf einer schien Millers Eigenwerk Dark Moon.
Nachdem Fabor Records für einige Jahre die Plattenproduktion eingestellt hatte, wurden ab 1962 wieder Platten auf den Markt gebracht. Im November erschien eine Neuauflage des Songs From a Jack to a King, die sich nun, fünf Jahre nach dem Erscheinen der Erstversion, überraschend zu einem großen Erfolg entwickelte. In den Hot 100 des Musikmagazins Billbord stieg der Titel bis zum Platz sechs auf, in den Country-Charts notierte ihn Billboard auf Rang zwei. Diese Resultate eröffneten From a Jack to a King auch eine weltweite Verbreitung. In den britischen Charts erreichte der Titel ebenfalls den zweiten Platz. In den irischen Hitlisten wurde Millers Erfolg neun Wochen lang auf den ersten Platz gesetzt, vier Wochen in Norwegen und zwei Wochen stand er an der Spitze der australischen Charts. Von den anschließenden Fabor-Produktionen kam 1964 nur noch der Titel Do What You Do Do Well (52.) in die Billboard Hot 100, der sich aber auch in den Country-Charts mit Rang sieben gut platzieren konnte. Darüber hinaus kamen noch drei weitere Fabor-Titel in die Country-Charts.
Im April 1965 kehrte Miller zu Capitol zurück. Dort wurden mit ihm bis 1968 sieben Singles produziert, deren Titel sich zwar nicht mehr in den Hot 100, fünf von ihnen erreichten jedoch wieder die Country-Charts. The Lover's Song war Ned Millers letzter Country-Hit, er war 1970 von der Plattenfirma Republic veröffentlicht worden. Dort hatte Miller seinen letzten Plattenvertrag, der von 1969 bis 1970 lief. Von Beginn seiner Schallplattenkarriere bis 1970 besang er über 20 Singles und sieben Musikalben.
Als Songwriter hatte Ned Miller zwei Country-Songs zu verzeichnen, die zu Nummer-eins-Hits in den US-Countrycharts wurden. Sonny James erreichte 1965 mit Behind the Tear ebenso die Spitze wie Ricky Van Shelton mit seiner 1988er Version von From a Jack to a King. Warren Smith, Jim Reeves, Jean Shepard und Hank Thompson brachten ebenfalls Country-Songs von Miller in die Country-Charts. Zahlreiche Songs schrieb Ned Miller zusammen mit seiner Frau Sue, z. B. Safely in Love Again für Faron Young oder That's Why I Sing In A Honky Tonk für Warren Smith. Mehrere Songs dieser Gemeinschaftsarbeit sang Ned selbst: Another Fool Like Me, Big Love, Invisible Tears, Two Voices - Two Shadows - Two Faces.

## US-Diskografie

### Vinyl-Singles
| A/B-Seite                                                     | Katalog-Nr. | Veröffentlichung |
| ------------------------------------------------------------- | ----------- | ---------------- |
|                                                               | Fabor       |                  |
| Roll O’ Rollin’ Stone / Old Mother Nature and Old Father Time | 143         | Februar 1957     |
|                                                               | Dot         |                  |
| From a Jack to a King / Parade of Broken Hearts               | 15601       | Juni 1957        |
| Turn Back / Lights in the Street                              | 15651       | Oktober 1957     |
|                                                               | Radio       |                  |
| Gypsy / With Enough Love                                      |             | Juni 1958        |
|                                                               | Capitol     |                  |
| Gold Gray Bars / My Hart Waits at the Door                    | 4607        | August 1961      |
| Dark Moon / Go on Back You Fool                               | 4652        | Dezember 1961    |
|                                                               | Fabor       |                  |
| From a Jack to a King / Paradise of Broken Hearts             | 114         | November 1962    |
| One Among the Many / Man Behind the Gun                       | 116         | April 1963       |
| Another Fool Like Me / Magic Moon                             | 121         | August 1963      |
| Big Love / Sunday Morning Tears                               | 125         | Januar 1964      |
| Invisible Tears / Old Restless Ocean                          | 128         | April 1964       |
| Do What You Do Do Well / Dusty Guitar                         | 137         | Dezember 1964    |
| What I Know / Lights in the Street                            | 139         | März 1965        |
|                                                               | Capitol     |                  |
| Two Voices, Two Shadows, Two Faces / Whistle Walkin’          | 5431        | Juni 1965        |
| Down The Street / The Fall of a King                          | 5502        | Oktober 1965     |
| Lovin’ Pains / If the World Turned to Ashes                   | 5568        | Januar 1966      |
| Summer Roses / Right Behind These Lips                        | 5661        | Mai 1966         |
| Teardrop Lane / Lorraine                                      | 5742        | September 1966   |
| Echo of the Pines / Hobo                                      | 5868        | März 1967        |
| Only a Fool / Endless                                         | 2074        | Januar 1968      |
|                                                               | Republic    |                  |
| Autumn Winds / My Last Go Round                               | 1404        | 1969             |
| Breakin’ / Just Walkin’ in the Rain                           | 1410        | 1970             |
| The Lover’s Song / Cold Grey Bars                             | 1411        | März 1970        |
| Back to Oklahoma / I Hang My Head and Cry                     | 1416        | August 1970      |

### Vinyl-Alben
| Titel                   | Katalog-Nr.   | Veröffentlichung |
| ----------------------- | ------------- | ---------------- |
| From a Jack to a King   | Fabor 1001    | März 1963        |
| The Songs of Ned Miller | Capitol 2330  | Mai 1965         |
| The Best of Ned Miller  | Capitol 2414  | Dezember 1965    |
| Teardrop Lane           | Capitol 2586  | Dezember 1966    |
| In the Name of Love     | Capitol 2914  | März 1968        |
| Ned Miller’s Back       | Republic 1304 | Juli 1970        |